# Panaspis maculicollis
Panaspis maculicollis (змієокий сцинк плямистошиїй) — вид сцинкоподібних ящірок родини сцинкових (Scincidae). Мешкає в Південній Африці.

## Опис
Panaspis maculicollis — невеликий сцинк, середня довжина якого (без врахування хвоста) становить 33 мм.

## Поширення і екологія
Плямистошиї змієокі сцинки мешкають в Замбії, Зімбабве, північній Ботсвані, південній Анголі, в Намібії (смуга Капріві), південному Мозамбіку і на півночі ПАР. Вони живуть у відкритих, кам'янистих саванах.